# Claymore (mina)

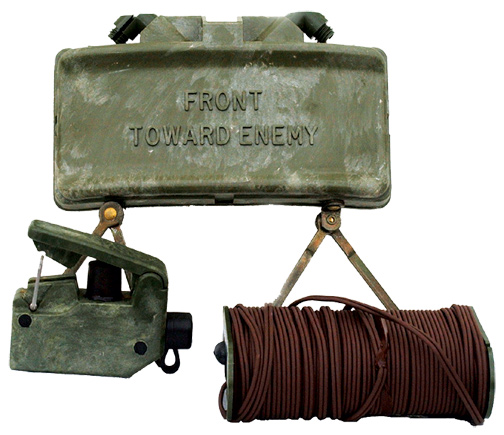
Protipěchotní mina M-18 Claymore

M18A1 Claymore je směrová protipěchotní mina, jež patří do standardní výbavy ozbrojených sil Spojených států amerických. Název této zbraně zvolil její vynálezce Norman A. MacLeod podle skotského obouručního meče Claymore. 
Mina M-18 obsahuje explozivní složku o hmotnosti 1,5 libry, která při aktivaci vymete do vzdálenosti asi 100 m v úhlu 60 ° před sebe šrapnely ve formě 700 ocelových kuliček. Toto nástražné zařízení je schopné usmrtit či těžce zranit všechny osoby nacházející se v době výbuchu v dané výseči. Mina je kromě nálože a kovových šrapnelů vyrobena z PVC, takže s ní lze lehce manipulovat.
Mnoho dalších zemí vyvinulo a používá miny podobné typu Claymore. Příkladem mohou být sovětské miny MON-50, MON-90, MON-100, MON-200, srbská MRUD, francouzská MAPED F1 a Mini MS-803 vyvinutá v Jižní Africe.

## Roznětky a aktivace
M-18 je aktivovatelná širokým výběrem různých roznětek. 
- Drátová vytrhávací roznětka, mina se nastraží směrem kde se předpokládá pohyb cíle a zavede se aktivační drát v tomto prostoru tak, aby o něj cílové osoby zavadily a tím minu aktivovaly přímo samy.
- Dálkově, elektricky nebo rádiově, miny či skupiny rozmístěných min se nastraží na zamýšlené ploše pro plošné zaminování, načež se dle volby odpálí v příhodný čas aktivací rozbušek na dálku buď elektrickou, nebo radiovou rozbuškou.
- Pohybový senzor, mina se vybaví pohybovým senzorem, který minu aktivuje při zaznamenání pohybu osoby v daném koridoru.
- Termální senzor, mina je vybavena stejně jako v případě pohybového senzoru, ale na bázi snímání tepla vyzařujícího z těla osoby která prochází daným koridorem.
- Časově, jelikož jde jen o minu a ne o nálože na ničení větších objektů není třeba tyto roznětky používat.

## Technická data
- Současné využití: Ve výzbroji ozbrojených sil USA
- Použití: Ručně
- Bezpečný čas výbuchu : není (dle rozbušky)
- Rozbuška: Dle výběru (čas, pohyb, teplo, vytržení, dálkově)
- Typ hlavice: Směrová fragmentace
- Dosah senzoru: Dle rozbušky
- Ochrana zneškodnění: Ne
- Samozničení: Ne
- Hmotnost Výbušniny: 1,5 libry
- Celková Hmotnost: 3,5 libry